# Linn Valley
Linn Valley – miasto w Stanach Zjednoczonych, w stanie Kansas, w hrabstwie Linn.